# 小行星8868
小行星8868（英語：8868 Hjorter）是一颗围绕太阳公转的小行星。1992年3月1日，烏普薩拉－ESO小行星及彗星巡天在拉西拉天文台发现了此天体。
这颗小行星的绝对星等为164.2261526901131等。